# U.S. Bank Tower
De U.S. Bank Tower is een in 1990 voltooide wolkenkrabber in de binnenstad van Los Angeles in de Amerikaanse staat Californië. Het was tot 2016 en de constructie van de Wilshire Grand Center met zijn 310,3m de hoogste Amerikaanse wolkenkrabber ten westen van Chicago. De toren, met adres 633 West Fifth Street, was ook tot de constructie van Taipei 101 de hoogste in een risicovol aardbevingsgebied. Hij werd dan ook ontworpen om schokken tot 8,3 op de schaal van Richter aan te kunnen. Ook is het het hoogste gebouw met een heli-pad, verplicht volgens het wetboek van Los Angeles. De toren bestaat uit 73 verdiepingen boven de grond, en 2 parkeerniveaus onder het maaiveld. Het gebouw werd ontworpen door Henry N. Cobb, lid van het architectenbureau Pei Cobb Freed & Partners. De bouwprijs bedroeg 350 miljoen US dollar.
Het gebouw staat ook bekend als "de bibliotheektoren" vanwege zijn ligging pal over de centrale bibliotheek van Los Angeles. De stad verkocht rechten voor de toren om de bibliotheek herop te bouwen na twee verwoestende branden in 1986. Het gebouw was een tijdje bekend onder de naam First Interstate World Center naar de gelijknamige bank. Na de fusie van deze bank met Wells Fargo Bank werd de naam bibliotheektoren in ere hersteld. In maart 2003 kocht de U.S. Bankcorporation de toren, met hernoeming tot U.S. Bank Toren, maar het gebouw is bij de inwoners nog steeds bekend als bibliotheektoren.
De toren heeft een grote glazen kroon op het dak. Deze kroon wordt 's nachts verlicht, met rood en blauw op Onafhankelijkheidsdag (4 juli) en met rood en groen tijdens de kerstperiode. Op 28 februari 2004 werden er twee 23m hoge logo's op de kroon geplaatst, hetgeen volgens sommigen de esthetiek van de toren sterk verminderde.
De toren is de bekendste uit de skyline van Los Angeles, en komt aldus voor in veel films. Hiermee maken de filmmakers meteen de locatie duidelijk, net zoals gebeurt/gebeurde met de Empire State Building en de World Trade Towers voor New York.
De toren is tussen de 70e en 69e verdieping voorzien van een externe glazen glijbaan (als attractie) van 13 meter lang.

## Terroristisch doelwit
Op 16 juni 2004 rapporteerde een Amerikaanse commissie dat het oorspronkelijke plan voor de Terroristische aanslagen op 11 september 2001 10 gekaapte vliegtuigen inhield, waarbij er ook één in deze toren zou vliegen.
Op 6 oktober 2005 verklaarde een medewerker van het Witte Huis dat de Amerikaanse overheid midden-2002 een terreuraanslag op het gebouw had voorkomen. Volgens president Bush zou Al-Qaeda-leider Khaled Sheikh Mohammed Aziatische medestanders van Jemaah Islamiyah rekruteren voor de kaping. Bush zei dat de kapers schoenbommen gingen gebruiken om de cockpitdeur open te blazen. Een aantal antiterrorisme-experts hebben twijfels bij de waarschijnlijkheid en uitvoerbaarheid van deze plannen. De planning voor deze aanslagen zou al in oktober 2001 begonnen zijn.

## Trivia
- In het computerspel Grand Theft Auto: San Andreas en Grand Theft Auto V kan hetzelfde gebouw gevonden worden in de stad Los Santos.

## Afbeeldingen

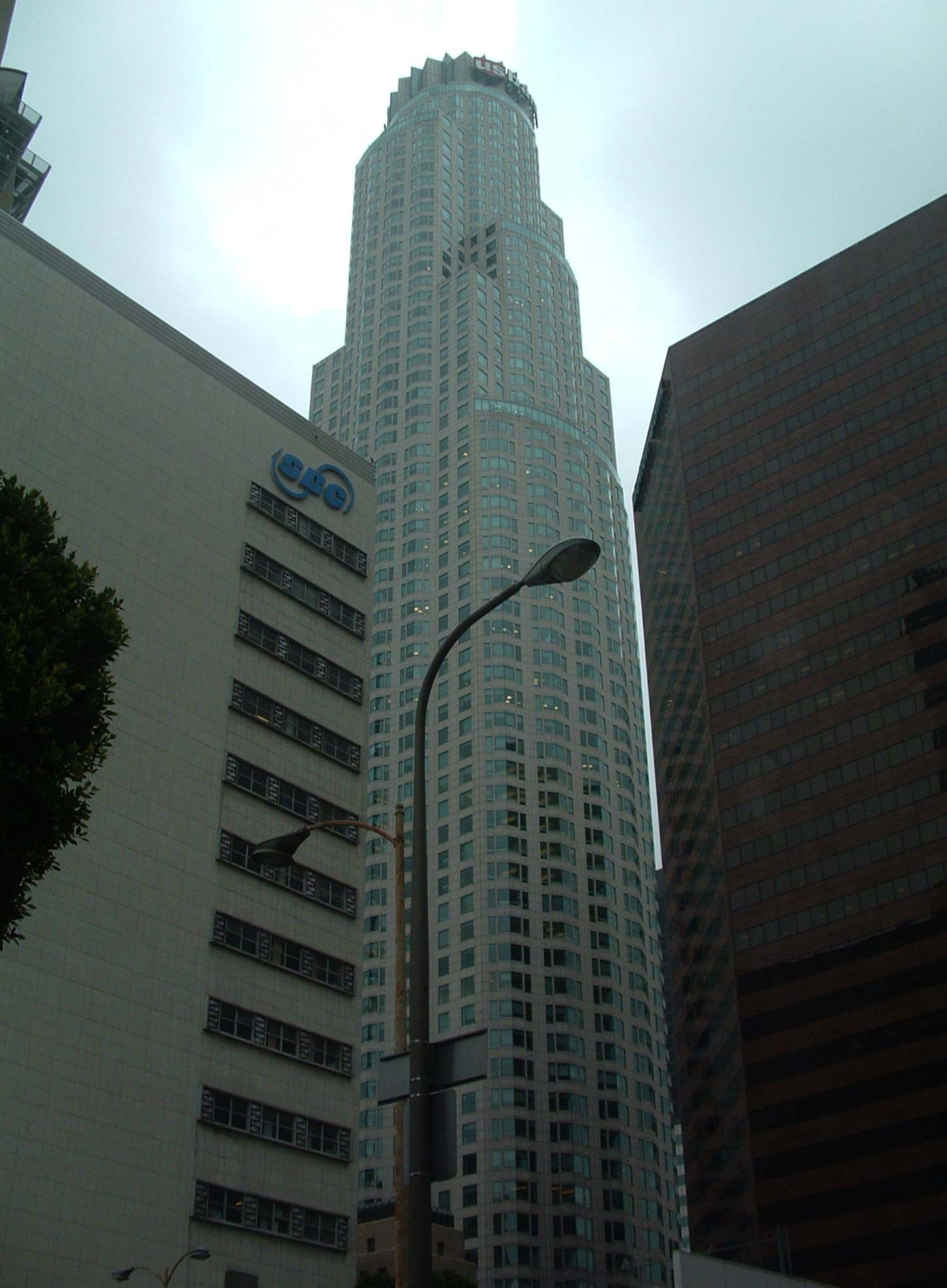
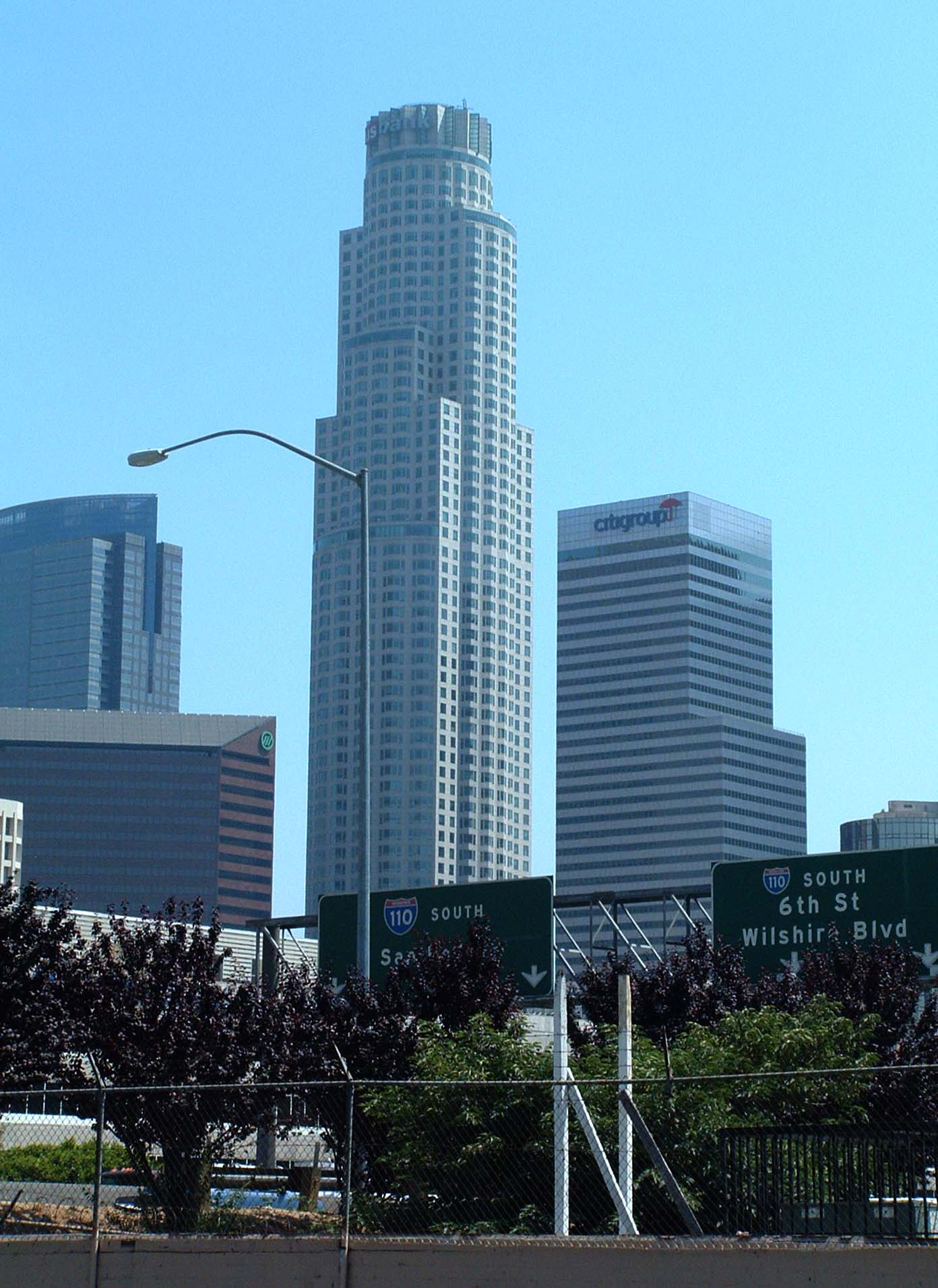